# Léon De Lille
Léon de Lille (Maldegem, 9 augustus 1897 - Damme, 30 maart 1995) was een Belgisch senator. 

## Levensloop
Hij was een zoon van Victor De Lille en een broer van Eugène, Gabriel en Jozef De Lille.
Na zijn humaniora werkte hij bij zijn vader voor 't Getrouwe Maldegem. Hij volgde tevens cursussen bestuurswetenschappen in Gent en dit bezorgde hem het diploma waarmee hij in 1934 gemeenteontvanger van Maldegem kon worden.
In 1936 stond hij in het arrondissement Roeselare op de lijst van het Vlaams Nationaal Blok, na Reimond Tollenaere. Hij behaalde een goede persoonlijke score, maar werd niet verkozen in de Kamer van volksvertegenwoordigers. In 1939 nam hij de eerste plaats in op de senaatslijst en werd verkozen. Hij zetelde vervolgens tot in 1946 als rechtstreeks gekozen senator in de Senaat. 
In tegenstelling tot zijn broers hield Léon De Lille zich afzijdig van de collaboratie en werd dan ook niet vervolgd na de Tweede Wereldoorlog. Van 1945 tot 1971 was hij lid van de Commissie van Openbare Onderstand van Maldegem.